# Bibliographie sur la Côte d'Ivoire
Cette bibliographie sur la Côte d'Ivoire comprend une liste non exhaustive de références aux ouvrages principaux concernant ce pays d’Afrique de l'Ouest.

## Récits
- Cyrille Cléran, Chroniques ivoiriennes, Paris, L'Harmattan, 2005, 232 p.
- Philippe de Baleine, Le Petit Train de la brousse, Paris, Filipacchi, 1985
- Philippe de Baleine, Nouveau Voyage sur le petit train de la brousse, Paris, Filipacchi, 1992
- Yers Keller, Carnets de Côte d'Ivoire : De Bassam à Korhogo, éd. Asa

## Linguistique et langues
- Akodi (guide d'apprentissage du dioula - ou bambara - accompagné de cassettes)
- Parlons Sénoufo : de Jacques Rongier (éd. L'Harmattan)
- Parlons Bété : de Raymond Gnoléba Zogbo
- Le Niaboua, langue sans consonnes nasales ? : de Julie Bentinck
- Étude phonologique du niaboua : de Julie Bentinck
- Syllabaire Koulango : ouvrage collectif, avec des illustrations de Léon Kacou
- Maurice Delafosse, Dictionnaire français-peul, Paris, Société française d'ethnographie, 1923
- Maurice Delafosse, Vocabulaires comparatifs de plus de 60 langues ou dialectes parlés à la Côte d'Ivoire et dans les régions limitrophes, Paris, E. Leroux, 1904, p. 284
- Maurice Delafosse, Essai de manuel pratique de la langue mandé ou mandingue. Étude grammaticale du dialecte dyoula. Vocabulaire français-dyoula. Histoire de Samori en mandé. Étude comparée des principaux dialectes mandé, Paris, Publications de l'INALCO, 1904, p. 304

## Ouvrages généraux
- Nabil Zorkot, Lagunes de Côte d'Ivoire, éd. Pro-Foto
- Sylvia Serbin, Reines d'Afrique et héroïnes de la diaspora noire, Sepia, 2004
- Raymond Borremans, Le Grand Dictionnaire encyclopédique de la Côte d'Ivoire, Nouvelles Éditions africaines, 1987
- Gabriel Rougerie, La Côte d'Ivoire (Que sais-je), 1977
- La Côte d'Ivoire, Philippe David, Karthala, 2000, 2003 et 2010

## Culture
- Victor Bachy, Le Cinéma en Côte d'Ivoire, 2001
- Paul Désalmand, Histoire de l'éducation en Côte d'Ivoire, éditions CEDA, 1983
- Laurence Proteau, Passions Scolaires en Côte d'Ivoire : École, État et Société, Karthala, 2003

- G. Cangah, S.P. Ekanza, La Côte d'Ivoire par les textes, Nouvelles Éd. Africaines, 1978
- Georges Courrèges, Grand Bassam & les comptoirs de la côte, L'Instant durable, 1987
- Pierre Kipré, Villes de Côte d'Ivoire 1893-1940 (2 tomes), Nouvelles Éd. africaines, 1985
- Raymond Vacquier, Au temps des factoreries (1900-1950), Karthala, 1986
- Architecture coloniale en Côte d'Ivoire, min. ivoirien Aff. culturelles / CEDA, 1985
- Arts premiers de Côte d'Ivoire, Alain-Michel Boyer, Marceau Rivière et Patrick Girard, Sepia, 1997

## Religion
- L'Afrique des confréries: Le cas de la Côte d'Ivoire (1920-2010), Mamadou Bamba, L'Harmattan, 2021

## Communautés

### Société et région Sénoufo
- Coulibaly Sinaly. 1978. Le Paysan Sénoufo. Abidjan - Dakar : Nouvelles Éditions Africaines. 245p.  (ISBN 9782723605397)
- Histoire des Fohobélés de Côte d'Ivoire : livre publié en 1999 aux éditions Karthala par Tiana Ouattara
- Le rôle des cultures commerciales dans l'évolution de la société Sénoufo : de B. Sanogo aux Presses universitaires de Bordeaux.
- Le volcanisme du sillon de Boundiali, phénomène principal du proterozoïque inférieur de cette région Nord-Nord-ouest de la Côte d'Ivoire : thèse de l'université Blaise-Pascal de Clermont-Ferrand
- Au cœur du bois sacré de  Lanciné Gon Coulibaly

### Akan
- Les populations Akan de Côte d'Ivoire: Brong, Baoulé Assabou, Agni, Kouamé René Allo, L'Harmattan, 2012

## Histoire
- Soundjata, lion du Manding de Laurent Gbagbo , 1971
- Le royaume de Kong (Côte d'Ivoire), des origines à la fin du XIXe siècle, Georges Niamkey Kodjo, 2006
- Histoire de la Côte d'Ivoire, J.-N. Loucou, L'Harmattan, 2004
- Côte d'Ivoire : l'évangélisation du Sanwi 1637 - 1960, Lazare Koffi Koffi, L'Harmattan, 2017

- Arthur Verdier, 35 années de lutte aux colonies (Côte occidentale d’Afrique), éd. Léon Chailley, Paris 1896 : Gallica (BNF)
- Félix Houphouët-Boigny : le fulgurant destin d'une jeune proie (?- 1960) Frédéric Grah Mel, Cerap, Abidjan, 2003
- L'esclavage dans les sociétés lignagères de la forêt ivoirienne (XVII-XXe siècle) de Harris Memel Fote, Cerap;Ird, Abidjan, Paris, 2007
- Forêt et institutions ivoiriennes de Claude Garrier, L'Harmattan, Paris, 2007
- Philippe Oberlé, Côte d'Ivoire - Images du passé (1888-1980), SAEP, 1986

### Période coloniale
- Fin de siècle en Côte d'Ivoire (1894-1895) de Niamkey Kodjo, 1991
- L'exploitation coloniale des forêts de Côte d'Ivoire - Une spoliation légalisée de Claude Garrier, L'Harmattan, Paris, 2007

### Guerre civile
- La guerre de la France à la Côte d'Ivoire de Mamadou Koulibaly (2003)
- Côte d'Ivoire : L'Année terrible : 1999-2000, de Marc Le Pape et Claudine Vidal (2003)
- La Guerre de Côte d'Ivoire : La dernière expédition coloniale de Anicet Djéhoury (2007)
- Guerres mystiques en Côte d'Ivoire. Religion, patriotisme, violence (2002-2013), Marie Miran-Guyo, Karthala, 2015
- Abobo-la-guerre. Côte d'Ivoire : terrain de jeu de la France et de l'ONU, Leslie Varenne, Fayard, 2012
- La crise en Côte d’Ivoire : dix clés pour comprendre, La Découverte, 2005
- La crise ivoirienne, Thomas Hofnung, La Découverte, 2011
- Les clefs de la crise ivoirienne, Jean-Pierre Dozon, Karthala, 2012
- Côte d'Ivoire : Le désespoir de Kourouma, Christian Bouquet, éd. Armand Colin, 2011

#### Témoignages
- Le peuple n'aime pas le peuple : La guerre civile en Côte d'Ivoire, Kouakou Gbahi Kouakou, Gallimard, 2006
- Juge en Côte d'Ivoire : Désarmer la violence, Épiphane Zoro-Bi, Karthala, 2004
- Libre Pour la vérité et la justice, Laurent Gbagbo, Francois Mattei, éd. Max Milo, 2021
- Pourquoi je suis devenu un rebelle. La Côte d'Ivoire au bord du gouffre, Guillaume Soro, Hachette Littératures, 2005
- Parmi les rebelles : Carnets de route en Côte d'Ivoire : 19 septembre 2002 - 19 septembre 2003 de Agnès du Parge. (Paris : 2003. Préface de Chérif Ousmane)

## Politique
- Côte d'Ivoire : Après la faillite, l'espoir ? de Antoine Séry
- Côte d'Ivoire : Histoire d'un retour Laurent Gbagbo (1991)
- Côte d'Ivoire : Des lambeaux de république de Danigo Berenger
- Le millefeuille ivoirien Le Toubabou, L'Harmattan, Paris, 2007
- Houphouët Boigny et la Crise ivoirienne de Amadou Koné (2003)
- Côte d'Ivoire : Pour une alternative démocratique de Laurent Gbagbo (1983)
- Côte d'Ivoire : Quelle issue pour la transition ? de Arsene Ouegui Goba (2000)
- Succession d'Houphouet-Boigny : Entre Tribalisme et Démocratie de Alice Ellenbogen
- Françafrique, le plus long scandale de la république, livre de François-Xavier Verschave (1998)

## Société
- Retour au village : Jeunesse et pouvoirs en Côte d'Ivoire, Léo Montaz, Karthala, 2020
- Le modèle ivoirien en questions : Crises, ajustements, recompositions, ouvrage collectif sous la direction de Bernard Contamin, Khartala, 1997
- Pour un véritable réflexe patriotique en Afrique : le cas ivoirien, de Fodjo Kadjo Abo, L'Harmattan, 2002

## Littérature
- Masseni de Tidiane Dem
- Le pagne noir de Bernard Dadié
- La Force de l'amour de Tana Me
- L'Œil du marigot de Alexis Allah
- La nuit des cauris de Alexis Allah
- Azizah de Niamkoko de Henri Crouzat
- Les saisons sèches de Denis Oussou-Essui
- Les Flamboyants, Patrick Grainville - prix Goncourt 1976
- Le Tyran éternel, roman de Patrick Grainville (1998)
- Carnaval sous les manguiers de Pierre Frégeac (1998)
- Reine Pokou, concerto pour un sacrifice de Véronique Tadjo (2005)
- La guerre des femmes de Bottey Zaourou Zadi et Lassane Zohoré (Illustrateur)
- L'état sauvage de Georges Conchon.